# Airfix Dogfighter
Airfix Dogfighter là một trò chơi máy tính thuộc thể loại mô phỏng máy bay chiến đấu do hãng Unique Development Studios và Paradox Entertainment hợp tác phát triển, game được hãng EON Digital Entertainment  phát hành vào ngày 14 tháng 1 năm 2000 tại Bắc Mỹ và Châu Âu. Game cho phép người chơi tùy ý điều khiển 15 loại máy bay khác nhau và tham gia vào cuộc không chiến của Thế chiến thứ II trong một căn nhà ở Mỹ vào thập niên 1950.
Trò chơi dựa vào thương hiệu máy bay mô hình nổi tiếng của hãng Airfix. Airfix Dogfighter cho phép người chơi điều khiển chi tiết các phiên bản máy bay thế chiến thứ hai thu nhỏ thông qua một căn nhà to lớn được thể hiện bằng 3D. Có hai phe cho người chơi lựa chọn là Đồng Minh và Phe Trục, với mỗi căn cứ riêng của từng phe được đặt trong một căn phòng khác nhau của ngôi nhà. Các trận không chiến trong game thường diễn ra trong sân hoặc trong một căn nhà chứa đầy đồ cổ, đồ trang sức lặt vặt, hộp nhỏ, và đồ trang trí, nhiều thứ trong số đó có thể phá hủy được và chứa một loại vật phẩm nâng cao sức mạnh đặc biệt.